# Obila divulsata
Obila divulsata là một loài bướm đêm trong họ Geometridae.